# Lista över Anhalts regenter

## Regenter av Anhalt, medeltiden
- Esico ?–1059/1060, förste greven av Anhalt
- Otto den rike, greve av Ballenstedt
- Albrekt Björnen ?–1170
- Bernard I ?–1212
- Henrik I 1212–1252, furste från 1218

Delat mellan Anhalt-Aschersleben, Anhalt-Bernburg, och Anhalt-Zerbst år 1252

## Hertigar av Anhalt, 1863–1918
- Leopold IV 1863–1871
- Friedrich I 1871–1904
- Friedrich II 1904–1918
- Eduard 1918
- Joachim Ernst 1918

## Överhuvud för Huset Anhalt sedan 1918
- Hertig Joachim Ernst 1918–1947
- Friedrich 1947–1963
- Eduard 1963–nutid